# 梅内赛尔
梅内赛尔（法語：Ménessaire，法語發音：[menɛsɛʁ]）是法国科多尔省的一个市镇，属于博讷区。梅内赛尔位于该省西南部，是该省的一块飞地，不与科多尔省本土相连。

## 地理
梅内赛尔（47°8'6"N, 4°8'52"E）面积14.91 平方千米，位于法国勃艮第-弗朗什-孔泰大區科多尔省，该省份为法国中东部省份，北起奥布省，西接涅夫勒省和约讷省，南至索恩-卢瓦尔省，东南接汝拉省，东临上索恩省，东北部与上马恩省接壤。
与梅内赛尔接壤的市镇（或旧市镇、城区）包括：莫尔旺地区穆、屈西昂莫尔旺、屈尔河畔日安。

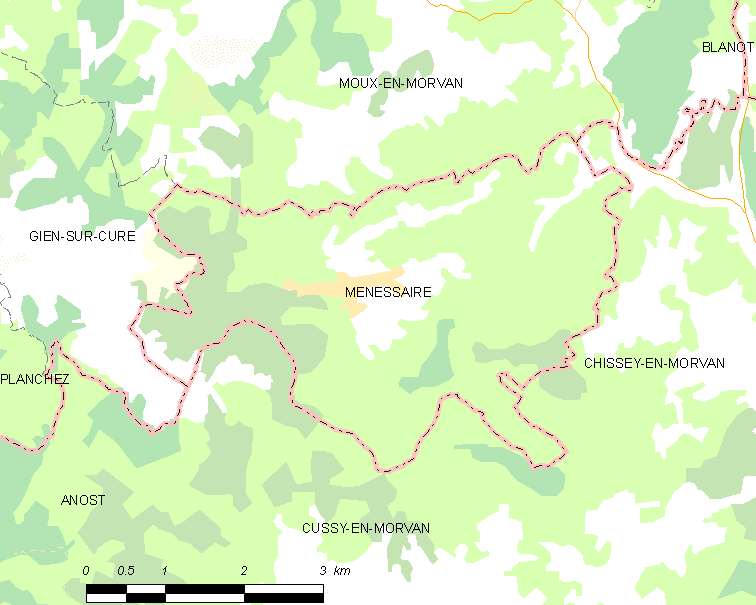
梅内赛尔的OSM定位图

梅内赛尔的时区为UTC+01:00、UTC+02:00（夏令时）。

## 行政
梅内赛尔的邮政编码为21430，INSEE市镇编码为21403。

## 政治
梅内赛尔所属的省级选区为阿尔奈勒迪克县。

## 人口

1962-2008年间梅内赛尔人口变化图示

梅内赛尔于2022年1月1日时的人口数量为79人。